# Johann Andreas Herrenburg
Johann Andreas von Herrenburg (* 6. Februar 1824 in Berlin; † 14. Juni 1906 ebenda; eigentlich: Johann Andreas von Herrenburger), oft lediglich Andreas (von) Herrenburg, war ein deutscher Architektur-, Landschafts- sowie Maler des Orients und Kunstsammler.

## Leben
Herrenburg erhielt den ersten Unterricht vom Landschaftsmaler Professor Karl Eduard Biermann und machte dann zu seiner weiteren Ausbildung Studienreisen durch Deutschland, Frankreich und Italien.
Als er 1845 auch nach Athen kam, bewog ihn König Otto I. von Griechenland, die Denkmäler des Altertums auf dem Peloponnes zu erforschen. Von dort aus begleitete er eine für künstlerische und wissenschaftliche Zwecke unternommene türkische Expedition nach Kleinasien, Palästina und Persien. Auf Zypern stellte er geografische Forschungen an und lieferte die erste vollständige Spezialkarte dieser Insel, die von Alexander von Humboldt der geographischen Gesellschaft in Berlin übergeben wurde. Nachdem er noch Ägypten, Nubien und Abessinien bereist hatte, kehrte er 1848 nach Berlin zurück und führte nun seine zahlreichen Skizzen zu landschaftlichen und Architekturbildern aus. Sultan Abdülmecid I. verlieh ihm den Rang eines Bei und den Medjidie-Orden.
1855 zog er nach Dresden und malte mehrere nordische Landschaften oder Bilder der alten klassischen Architektur, unter andern: die Akropolis von Athen, das Theater von Taormina, Tempel der Isis auf Philä und das römische Forum. Seine Gemäldesammlung mit 119 Werken alter und einer kleinen Kollektion neuer Meister wurde am 1. Dezember 1908 durch Rudolph Lepke in dessen Kunst-Auctions-Haus in Berlin versteigert. In der Sammlung befanden sich Porträts, Blumen- und Fruchtstücke insbesondere von niederländischen Malern.

## Werke (Auswahl)
- Der Obersee im bayrischen Gebirge (Museum in Danzig)
- Motiv vom Comer-See
- Canale grande in Venedig
- Eine Straße in Kairo, Eine Straße in Bagdad
- Die Ebene von Theben in Ägypten
- Die Pyramiden von Gizeh
- Ein Blick auf Sidon
- Motiv vom Weißen Nil, Nilufer bei Dendera
- Die Küste von Paphos auf Zypern
- Abuschehr am Persischen Meerbusen
- Das auf seine Sonnenwirkung angelegte Motiv vom Comersee
- Das Effektbild der Kolosse des Memnon